# Пригородна сільська адміністрація (Жаркаїнський район)
При́городна сільська адміністрація (каз. Пригородное ауылдық әкімдігі, рос. Пригородная сельская администрация) — адміністративна одиниця у складі Жаркаїнського району Акмолинської області Казахстану. Адміністративний центр та єдиний населений пункт — село Пригородне.
Населення — 489 осіб (2021; 715 у 2009, 1263 у 1999, 1920 у 1989).
Станом на 1989 рік існували Гастеллівська сільська (село Гастелло, селище МТФ-1), Западна сільська рада (село Западне) та Пригородна сільська рада (село Пригородне). 1993 року Гастеллівська та Пригородна сільради утворили Пригородний сільський округ, Западна сільрада перетворена в Западний сільський округ. 2000 року зі складу Пригородного сільського округу виділено Гастеллівський сільський округ. 2005 року було ліквідовано село Кизилтал. 2006 року Западний сільський округ (село Западне) та Пригородний сільський округ (село Пригородне) були об'єднані. 2010 року ліквідовано село Западне. 2013 року Пригородний сільський округ перетворено в сільську адміністрацію.

## Склад
До складу адміністрації входять такі населені пункти:
| Населений пункт  | Колишні назви | Населення, осіб (1989) | Населення, осіб (1999) | Населення, осіб (2009) | Населення, осіб (2021) |
| ---------------- | ------------- | ---------------------- | ---------------------- | ---------------------- | ---------------------- |
| Западне, село    | -             | 843                    | 378                    | 30                     | -                      |
| Пригородне, село | -             | 1077                   | 885                    | 685                    | 482                    |
| --Кизилтал, село | П'ятихатка    | -                      | 34                     | -                      | 7                      |